# Anders Lyrbring
Anders Lyrbring, né le 21 mars 1978 à Göteborg, est un nageur suédois.

## Biographie
Aux Jeux olympiques d'été de 1996 à Atlanta, il remporte la médaille d'argent du relais 4 × 200 m nage libre avec Christer Wallin, Anders Holmertz et Lars Frölander.